# Siergiej Abramow (programista)
Siergiej Abramow (ros. Сергей Михайлович Абрамов, Siergiej Michajłowicz Abramow; ur. 25 marca 1957 w Moskwie)  – radziecki i rosyjski programista i cybernetyk, członek Rosyjskiej Akademii Nauk.
Jest specjalistą w dziedzinie programowania systemów i technologii informatycznych (systemy, technologie telekomunikacyjne, teoria metasystemów superkomputerowych) .